# استان رهه
استان رهه Rèhé shěng (به چینی: 熱河省) به معنی استان رود داغ که به آن جِهول هم می‌گویند در گذشته یک استان و منطقه ویژه اداری در چین بود.
رهه در شمال دیوار بزرگ چین، غرب منچوری و شرق مغولستان بود و پایتخت آن چنگده بود. دومین شهر بزرگ این استان چاویانگ و پس از آن چیفنگ بود. این استان ۱۱۴ هزار کیلومترمربع گسترده بود.